# 第五インターナショナル

提案されている第五インターナショナルのロゴマーク

第五インターナショナル（だいごインターナショナル、英語: Fifth International）は、第四インターナショナルに代わって新たに建設することが提唱されている労働者の国際組織。

## 概要
1938年11月、スペインのPOUM(マルクス主義統一労働者党)の一部の党員が、「第五インターナショナル」を主張した。
1941年には、アルゼンチンでトロツキズムと訣別した「ケブラチョ」ことesが「第五インターナショナル」を唱えた。
アメリカ合衆国でスパルタシストとして活動していたリンドン・ラルーシュは、スパルタシストと訣別した1965年に「第五インターナショナル」を提唱、その後極右へ転向して陰謀論を公言する様になる。
1994年、イギリスの社会主義未来運動が、「第五インターナショナル」を呼びかけた。
2003年、イギリスの労働者の権力を中心とする革命的共産主義インターナショナルのための同盟が、「第五インターナショナル」を呼びかけた。LRCIは、組織名を第五インターナショナルのための同盟に変更した。
2009年11月、ベネズエラのウゴ・チャベス大統領は従来のインターナショナルのようなヨーロッパではなく、ラテンアメリカから世界革命を目指す「第五インターナショナル」を呼びかけた。

### 機関・会議
- 国際団体連合
- インターナショナル
- 第四インターナショナル
- 共産党・労働者党国際会議
- 国際共産主義潮流
- 非同盟運動